# Magnus Persson
Magnus Persson (* 17. Dezember 1990 in Halmstad-Snöstorp, Schweden) ist ein schwedischer Handballspieler.

## Vereinskarriere
Der 1,92 m große und 92 kg schwere rechte Rückraumspieler begann mit dem Handballspiel bei HK Drott in Halmstad. Dort debütierte der Linkshänder auch mit 17 Jahren in der Elitserien. Mit Drott nahm er am EHF-Europapokal der Pokalsieger 2010/11 teil, in dem er das Viertelfinale erreichte. In der Saison 2012/13 wurde der Schwede mit der Rückennummer 10 Schwedischer Meister. Bis Februar 2014 erzielte er in 249 Ligaspielen 849 Tore. Auch in der EHF Champions League 2013/14 gehörte er nach der Gruppenphase mit 67 Treffern zu den besten Torschützen des Wettbewerbs. Ab der Saison 2014/15 lief er für den deutschen Bundesligisten VfL Gummersbach auf, bei dem er einen Vertrag bis 2016 unterschrieb. Anschließend schloss er sich dem schwedischen Erstligisten Alingsås HK an. Ab der Saison 2018/19 stand er bei HK Malmö unter Vertrag. Im März 2022 wurde sein Vertrag bis ins Jahr 2024 verlängert. Im Sommer 2024 schloss er sich dem Erstligisten IK Sävehof an.

## Auswahlmannschaften
Magnus Persson spielte von 2007 bis 2011 38-mal in der schwedischen U19- und U22-Auswahl (95 Tore). In der schwedischen A-Nationalmannschaft debütierte er am 4. Juni 2013 gegen Polen. 2014 nahm er an der Europameisterschaft in Dänemark teil. Er bestritt von 2013 bis 2016 32 Länderspiele, in denen er 34 Tore erzielte.